# 크리스티나 포플라우스카야
크리스티나 포플라우스카야(리투아니아어: Kristina Poplavskaja, 1972년 7월 24일 ~ )는 리투아니아의 조정 선수로 시드니에서 열린 2000년 하계 올림픽 더블 스컬에서 동메달을 획득했다.

## 인물 정보
포플라우스카야는 세게드에서 열린 1989년 세계 주니어 선수권 대회 쿼드러플 스컬에서 동메달을 획득했으며, 1992년 하계 올림픽에서 11위를 했다. 1997년에 더블 스컬로 전향했고 1997년과 1998년 세계 선수권 대회 더블 스컬에서 비루테 샤키츠키에네와 함께 7위를 했다. 이후 1999년 세계 선수권 대회에서 4위를 했다.
포플라우스카야는 2000년 하계 올림픽 더블 스컬에서 동메달을 땄다.